# Danses del Reial Col·legi Seminari del Corpus Christi de València
Les danses del Reial Col·legi Seminari del Corpus Christi de València tenen lloc tradicionalment durant la processó del dijous de la Huitava del Corpus. Són interpretades per sis xiquets amb música escrita per Joan Baptista Comes (ca. 1552-1643).

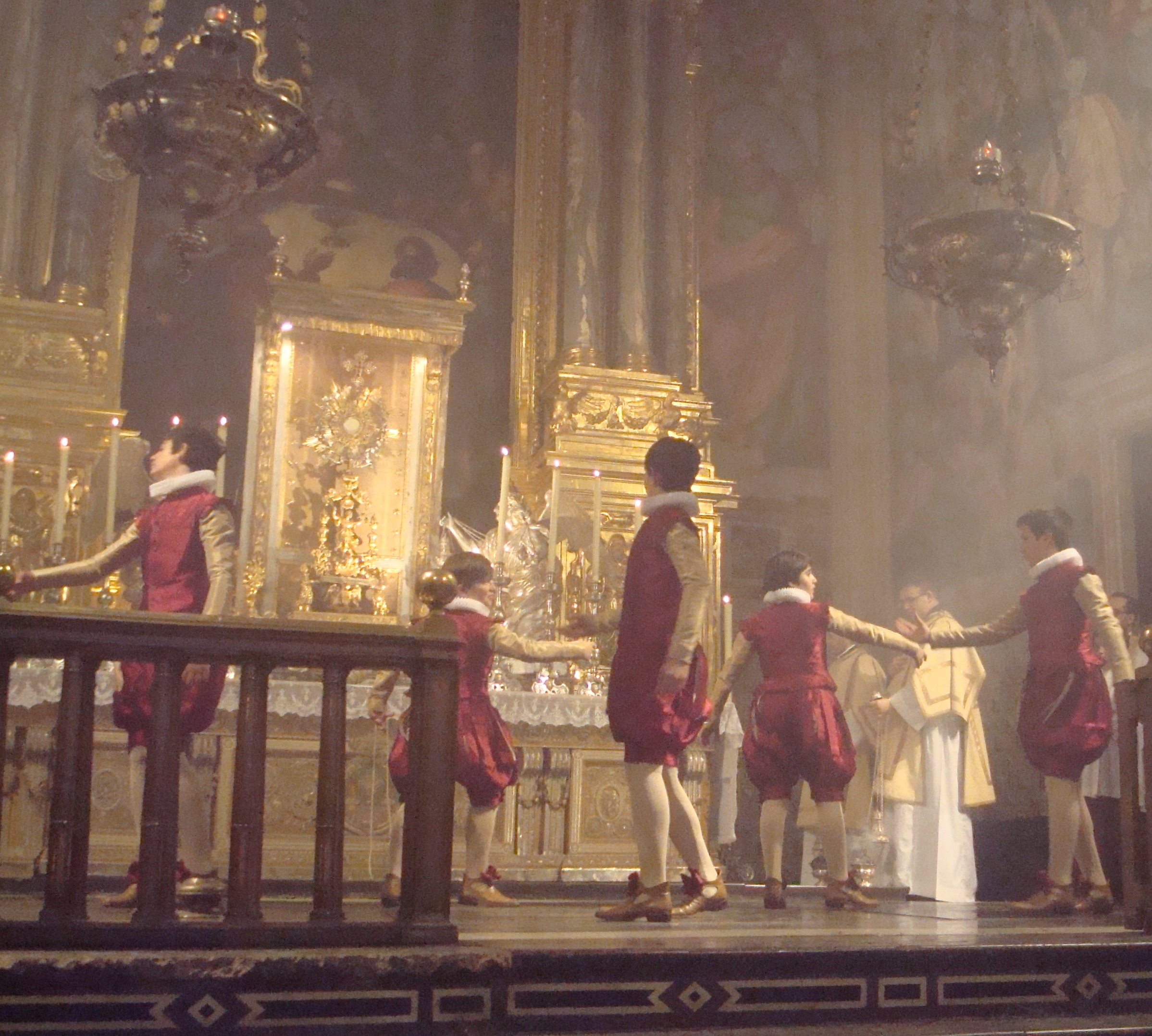
Infants ballant en l'altar major de l'església del Reial Col·legi Seminari del Corpus Christi de València en la processó de la Huitava del Corpus

## Història
Aquestes danses tenen el seu origen en un concurs de danses que es va convocar el 1604, per al trasllat processional del Santíssim Sagrament des de la catedral de València fins a l'església del Patriarca. La música de les danses originals es va perdre amb el temps i, fins al 1609, no es tindrà una nova música, la qual va ser encarregada per l'arquebisbe Joan de Ribera al seu mestre de capella Joan Baptista Comes amb la intenció que poguera ser ballada en la processó del dijous de la Huitava del Corpus.
Els dansaires era "infantillos" que formaven part de la capella de música del Patriarca i rebien formació tant musical com de ball pels respectius mestres de cant i de ball de la institució.
Aquestes danses es van deixar de realitzar el 1816 i no es van recuperar fins a l'any 2010, com a part dels preparatius de la celebració l'any 2011 dels 500 anys de la mort del Patriarca. En l'actualitat han deixat d'interpretar-se.

## Protocol cerimonial
La processó del Santíssim Sagrament dins de l'església del Patriarca està organitzada amb un protocol cerimonial escrupolosament dictat per Joan de Ribera que es repeteix fins als nostres dies. Un grup de sis xiquets realitzen la primera dansa en l'altar major de l'església (Danses per a l'Altar) que donarà pas al començament de la processó, pròpiament dita, amb la creu patriarcal, en primer lloc, i a la qual segueixen els capellans dels diferents ordes religiosos. Dos seminaristes abillats amb dalmàtica de color blanc vessen grapats de pètals de roses davant de la custòdia, mentre altres dos la incensen acompanyats pels "infantillos". A la seua arribada al claustre, els infants dansaires ballen les denominades Estacions (Primera, Segona, Tercera i Quarta Estació) en cadascuna de les cantonades del recinte sagrat (Danses per al Claustre). Acabat el recorregut claustral, la processó torna a l'altar major on es ballen les últimes danses (Danses per a la tornada a l'Altar).

## Recreació moderna
L'any 2006, i després de quasi dos segles de silenci absolut, un grup d'investigadors, coreògrafs, indumentaristas, intèrprets i musicòlegs van recuperar les danses del Patriarca. La recerca realitzada va comptar amb el suport i col·laboració de la Societat Espanyola de Musicologia, el Conservatori Professional de Dansa de València, el Reial Col·legi Seminari del Corpus Christi, la Universitat de València, l'Institut Valencià de la Música i la Capella Saetabis dirigida pel Dr. Rodrigo Madrid Gómez.